# Abra kadabra
 Ikke at forveksle med Abrahadabra.
Abra kadabra er en børnefilm fra 1995, der er instrueret af Susanne Bier.

## Handling
Der er festlig fantasi i Susanne Biers musikvideo om drengen med magisk stjernestøv i lommen, der rejser flyvende gennem natten og universet med sin tryllehat og sølvkappe.